# Aganosma
Aganosma es un género de fanerógamas de la familia Apocynaceae.  Comprende 37 especies descritas y de estas, solo 9 aceptadas.
Es originario del sur de China hasta el oeste de Malasia. 

## Taxonomía
El género  fue descrito por (Blume) G.Don y publicado en A General History of the Dichlamydeous Plants 4: 69, 77. 1837.

## Especies aceptadas
A continuación se brinda un listado de las especies del género Aganosma aceptadas hasta octubre de 2013, ordenadas alfabéticamente. Para cada una se indica el nombre binomial seguido del autor, abreviado según las convenciones y usos. 
- Aganosma breviloba Kerr
- Aganosma cymosa (Roxb.) G.Don
- Aganosma gracilis Hook.f.
- Aganosma heynei (Spreng.) ined.
- Aganosma lacei Raizada
- Aganosma petelotii Lý
- Aganosma schlechteriana H.Lév.
- Aganosma siamensis Craib
- Aganosma wallichii G.Don